# Tiếng Bồ Đào Nha châu Âu
Tiếng Bồ Đào Nha châu Âu (tiếng Bồ Đào Nha: português europeu, phát âm [puɾtuˈɣez ewɾuˈpew]), còn được gọi là tiếng Bồ Đào Nha Bồ Đào Nha, tiếng Bồ Đào Nha bán đảo, tiếng Bồ Đào Nha Iberia, chỉ đến tiếng Bồ Đào Nha được nói ở Bồ Đào Nha. Từ "Châu Âu" đã được chọn để tránh đụng độ với tiếng Bồ Đào Nha tại Bồ Đào Nha (português português) trái ngược với tiếng Bồ Đào Nha Brasil.
Tiếng Bồ Đào Nha châu Âu là một ngôn ngữ đa trung tâm, tức là nó là ngôn ngữ giống với một số các dạng chuẩn thay đổi tương tác ở nhiều quốc gia. Tiếng Bồ Đào Nha là một ngôn ngữ dựa trên tiếng Latinh, với ảnh hưởng của các ngôn ngữ Gael, gốc German, gốc Hy Lạp và Ả Rập. Nó được nói ở bán đảo Iberia trước đây là ngôn ngữ Galicia-Bồ Đào Nha. Với sự hình thành của quốc gia Bồ Đào Nha trong thế kỷ 12, ngôn ngữ đã phát triển thành tiếng Bồ Đào Nha. Tại tỉnh Galicia của Tây Ban Nha, biên giới phía Bắc Bồ Đào Nha, ngôn ngữ bản địa là tiếng Galicia. Cả tiếng Bồ Đào Nha và tiếng Galicia đều rất giống nhau và người bản địa có thể hiểu nhau khi họ có chung tổ tiên gần đây. Tiếng Bồ Đào Nha và tiếng Tây Ban Nha là các ngôn ngữ khác nhau, mặc dù chúng chia sẻ 89% kho từ vựng.

## Phân nhóm

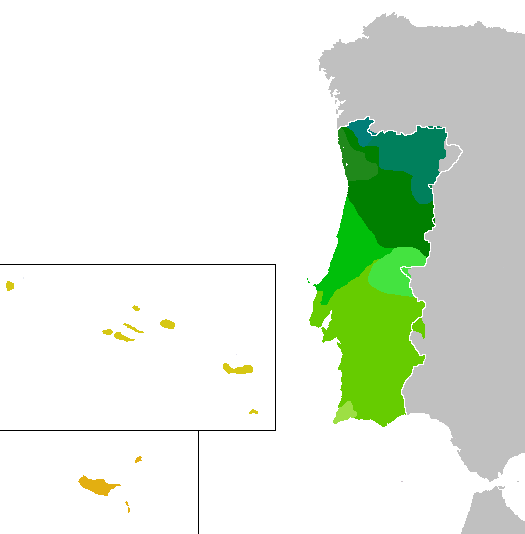
Bản đồ các phương ngữ Bồ Đào Nha châu Âu.
Transmontano
Minhoto
Beirão
Alentejan
Alto-Alentejano
Estremenho
Micaelense
Madeirense
Algarvio
Portuense

Tiếng Bồ Đào Nha châu Âu được chia thành nhóm miền Bắc và miền Nam. Các tiêu chuẩn uy tín được dựa trên hai loại: đó là của Coimbra và Lisboa.Tiếng Galicia được nói tại Cộng đồng tự trị Galicia ở Tây Ban Nha có liên quan rất chặt chẽ với tiếng Bồ Đào Nha. Tuy nhiên, vẫn chưa có sự đồng thuận giữa các tác giả và nhà ngôn ngữ học về việc tiếng Galicia và tiếng Bồ Đào Nha có còn chung ngôn ngữ hay không (thực tế chúng đã tồn tại trong nhiều thế kỷ, Galicia-Bồ Đào Nha đã phát triển ở vùng Gallaecia của La Mã trước đây, từ Latinh Vulgar đã được đưa tới bởi những người lính La Mã, thực dân và quan lại trong thời Đế chế La Mã) hoặc các ngôn ngữ khác nhưng có liên quan chặt chẽ.
Người Galicia đã bày tỏ sự quan tâm đến việc tham gia CPLP với tư cách là một quan sát viên liên kết đang chờ cấp phép từ chính phủ Tây Ban Nha.

## Nổi bật
Bồ Đào Nha duy trì sự thống trị của mình đối với đế chế Cựu Thế giới lâu hơn nhiều so với tại Brazil. Do đó, tiếng Bồ Đào Nha châu Âu được sử dụng như một tiêu chuẩn tham khảo cho các quốc gia nói tiếng Bồ Đào Nha ở châu Phi và châu Á (Angola, Cape Verde, Đông Timor, Guiné-Bissau, Macau, Mozambique, và São Tomé và Príncipe). Bồ Đào Nha vẫn là một điểm đến cho giáo dục sau trung học cho giới thượng lưu của những nơi này.
Viện Camuto là một tổ chức không chỉ quảng bá ngôn ngữ Bồ Đào Nha mà cả văn hóa Bồ Đào Nha. Vì vậy, nó thúc đẩy tiếng Bồ Đào Nha châu Âu như một chuẩn mực cho người học. Khi ước tính quy mô của cộng đồng ngôn ngữ cho người Bồ Đào Nha châu Âu, người ta phải tính đến hậu duệ của cộng đồng người di cư Bồ Đào Nha: cộng đồng người nhập cư trên khắp thế giới ở Châu Mỹ, Úc, Châu Âu và Châu Phi.